# El huerto del francés
El huerto del francés és una pel·lícula espanyola barreja de drama rural, thriller i cinema de terror del 1978, la segona dirigida per Paul Naschy (que va estrenar amb el seu nom real, Jacinto Molina) amb un guió basat en un fet esdevingut a Sevilla a començaments del segle xx. Fou rodada als escenaris naturals i és considerada una pel·lícula de culte.

## Sinopsi
Juan Andrés Aldije Monmejá, àlies 'El Francès', és propietari d'una finca situada en els voltants de Peñaflor (província de Sevilla). A la seva casa havia organitzat una mena de casino clandestí, on les persones benestants de la zona hi anaven a gastar-se els diners. Un dia "El francès" i dos socis, José Borrego i José Muñoz, captaven jugadors entabanant-los amb la possibilitat de guanyar diners fàcils, però un cop arribaven a la finca, de nit, eren colpejats fins a la mort i desvalisats. Després els enterrava al seu hort.
Un un tal Miguel Rejano, que havia viatjat al poble amb molts diners per fer unes inversions, va desaparèixer sense deixar rastre. Uns parents seus va denunciar la desaparició, i com que no van descobrir res, van contractar un detectiu, el policia Laureano Rodríguez, qui acaba descobrint amb horror els crims de l'hort del francès. Tots ells foren detinguts i condemnats a mort al garrot vil.

## Repartiment
- María José Cantudo	...	Andrea
- Ágata Lys	 ...	Charo
- Paul Naschy 	...	Juan Andrés Aldije 'El Francés'
- José Calvo...	José Muñoz Lopera
- Carlos Casaravilla...	Don Antonio
- José Nieto 	...	Don Miguel
- Silvia Tortosa...	Amparo
- Julia Saly	...	Elvira Orozco
- Yolanda Ríos...	Socorro
- Luis Ciges... Botxí

## Crítiques
| «                                                    | La càmera es mou amb intel·ligència i, per a fer honor a la veritat, els actors estan conduïts amb eficàcia. El tenebrisme d'algunes imatges indica el terreny en què el nostre realitzador es mou | » |
| — (Ángel Gómez, Transsilvània Express, març de 1981) | |   |

| «                       | Es tracta, sens dubte, de la millor pel·lícula realitzada en aquell país sobre el món del crim espanyol (…) El guió, en el qual va col·laborar Antonio Fos, era magnífic i, segons la meva opinió, va ser millorat per la conscienciosa realització de Paul Naschy. | » |
| — (Gilbert Verschooten) | |   |

## Producció
A l'edició del Festival Internacional de Cinema Fantàstic de Sitges d'octubre de 2020 es va exhibir una còpia restaurada de la pel·lícula.